# Eurus Undae
Le Eurus Undae sono una formazione geologica della superficie di Titano.
Sono intitolate al vento Euro.